# Mario Dalpra

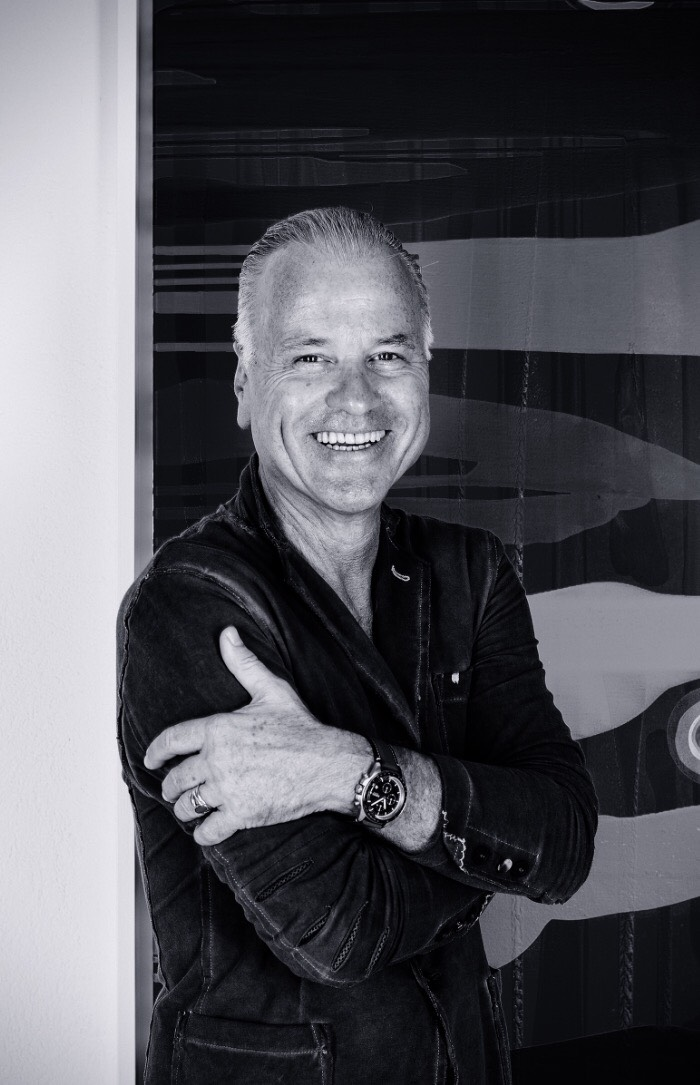
Mario Dalpra (2018)

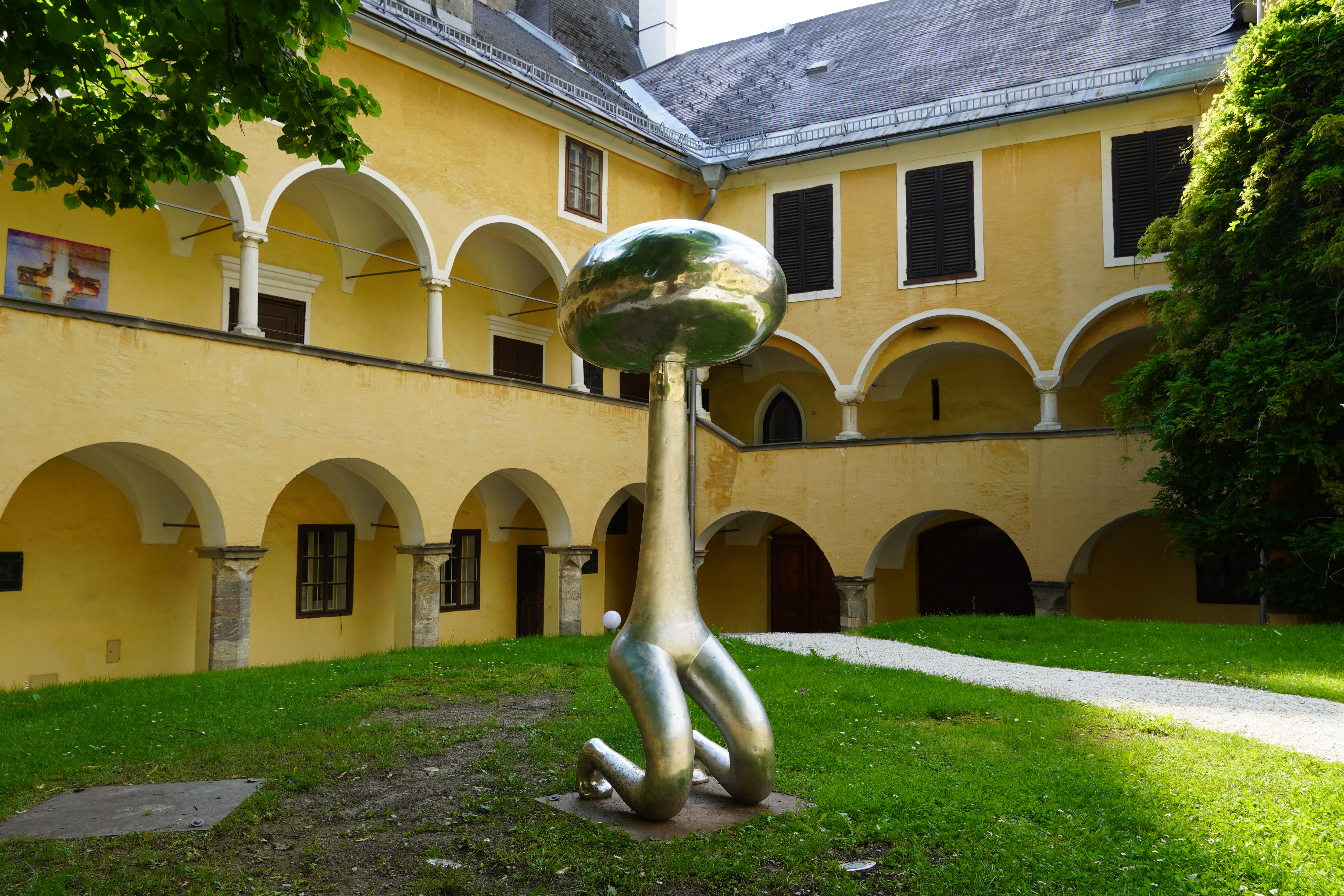
Aluminium-Guss-Skultpur „Die Denkerin“ (2022), Innenhof Stift Millstatt

Mario Dalpra (* 22. Oktober 1960 in Feldkirch, Vorarlberg) ist ein zeitgenössischer österreichischer Künstler. Er arbeitet in Wien und Indonesien.

## Leben und Werk
Dalpra studierte bei Arnulf Rainer an der Akademie der Bildenden Kunst in Wien. Seine Werke wurden seit den 80er Jahren in zahlreichen Ausstellungen und Aktionen gezeigt und sind in Sammlungen wie im Museum Liaunig, dem Museum Angerlehner, dem Museum Lentos in Linz und anderen vertreten. Dalpras Kunst wurde 2013 auf der internationalen Contemporary Art Fair in Zürich und ein Jahr später auf der Art Bodensee 2014 ausgestellt. 2014 zierte eine seiner Skulpturen das offizielle Poster des Wiener Opernballs. 2015 präsentierte er seine Skulpturen bei der Art Palm Beach in Florida sowie bei der VIENNAFAIR.
Nach weiteren Ausstellungen im Jahr 2015 im Albemarle in London, Wien sowie St. Pölten stellte Dalpra 2016 in Indonesien vier große Skulpturen für die Headquarters von Croma in Klosterneuburg, Österreich fertig. 2016 veranstaltete Dalpra in Kollaboration mit dem österreichischen Modedesigner Jürgen Christian Hörl ein Live-Performance-Event in Wien. Seit 2018 sind drei Skulpturen Dalpras auf dem Deck der Harmony of the Seas, des bei seiner Fertigstellung größten Kreuzfahrtschiffes der Welt, ausgestellt.
Seine bekannteste Werkreihe „Faces“ entstand im Jahr 2010 und setzt sich bis heute fort. Sie zeigt charakteristische Mario-Dalpra-Gesichter, die im Sinne klassischer oder auch gegenwärtiger Film-, Foto- und Comic-Heroen- und -Heroinen-Vorstellungen alles andere als „ideal“ sind. Weder akademische Proportionsregeln noch Spuren von Bewegung sind in den Gesichtern erkennbar.
Dalpra lebt und arbeitet in Wien, Indien und Indonesien.

## Ausstellungen (Auswahl)
- 2024: Galerie Rodler Gschwenter, Art Karlsruhe, Karlsruhe, Deutschland
- 2023: Galerie Gans, Art Karlsruhe, Karlsruhe, Deutschland
- 2022: Galerie Gans Volta Art Fair, Basel, Schweiz
- 2021: Galerie Gans, Wien, Österreich
- 2020: Galerie Jedlitschka, Zürich, Schweiz: „Skulpturengarten“
- 2019: Galerie Artecont, Wien, Österreich: „Art und Antique“
- 2018: Galerie Gans, Wien, Österreich: „Back home“
- 2017: Galerie Hametner, Stoob, Österreich
- 2016: Galerie Gans, Wien, Österreich
- 2015: Galerie Gans, Wien, Österreich[5][4]
- 2015: Antikhof Figl, Plankenberg, Österreich: „Malereien und Skulpturen“[6]
- 2014: Art Bodensee, Dornbirn, Österreich
- 2013: Lisabird Contemporary, Artpark Villa Bulfon, Velden am Wörthersee, Österreich[7]
- 2011: Barockschlössel Mistelbach, Kunstverein Mistelbach, Österreich: „The flash“
- 2010: Galerie Wild, Frankfurt/Zürich, Deutschland/Schweiz: „Large bronze sculptures and paintings“
- 2009: Galerie Apostelhof, Wien, Österreich: „The Football Installation“
- 2008: MEL ART Kunstmesse, Shanghai, China: „Paintings“
- 2006: Galerie Apostelhof, Wien, Österreich: „Indien Rave“
- 2005: Kapsch Award, Wien, Österreich: „Paintings“
- 2001: Galerie Hametner, Stoob, Österreich: „Drawings from India“
- 2000: Galerie Vogelhofer, Schwertberg, Österreich: „Drawings and paintings“
- 1999: Galerie im Turm, Berlin, Deutschland: „Sculptures and paintings“
- 1998: Galerie Burch & Klemm, Berlin, Deutschland: „Process of thinking“
- 1997: Centro de Arte Helio Otticica, Rio de Janeiro, Brasilien; „The mindbox“
- 1996: Künstlerhaus Thurn & Taxis, Bregenz, Österreich: „Paintings and drawings“
- 1995: Paul Greenaway Art Gallery, Adelaide, Australien: „My dream got lost“
- 1994: Christopher Leonard Gallery, New York, USA: „The Los Angeles drawings“
- 1993: Galerie 3, Klagenfurt, Österreich: „Deep diving“
- 1992: Bunkamura Gallery, Tokio, Japan: „Sushi mushi“
- 1991: Sherman Galleries, Sydney, Australien: „In between“
- 1990: Irving Galleries, Sydney, Australien: „I was trying to escape“
- 1989: Neue Galerie, Elisabeth Schaumberger, Wien, Österreich: „My first time“
- 1987: Galerie Eva Poll, Berlin, Deutschland: „I had to finish it“
- 1986: Galerie Tangente, Liechtenstein: „Inside Outside“

## Filme
- Project D., Mario Dalpra und Matthias Hauer
- Hommage de 5 minutes, Mario Dalpra, 1995
- Lifebuoy, Videoinstallation in Zusammenarbeit mit Ulrich Plieschnig und Harald Weisz, 1995
- The one eye and one fingerstory, Mario Dalpra, 2001
- The Anjuna Balance, Film in Zusammenarbeit mit Klaus Spiess, Mario Dalpra, Zenita Luis, 2001
- Dalpra Lounge, Regie: Matthias Hauer. Der 60-minütige Dokumentarfilm wurde am 26. November 2008 im Schikaneder Kino in Wien gezeigt.[8]
- City of Dalpra, Regie: Matthias Hauer, 2011[9]
- D3, Regie: Matthias Hauer, 2016[9]